# زركونات
الزركونات هو أكسيد مختلط يحتوي على عنصر الزركونيوم Zr . ومن الأمثلة على ذلك Na2ZrO3 ، Ca2ZrO4 والتي يمكن تحضيرها بواسطة صهر ثنائي أكسيد الزركونيوم مع أكسيد الصوديوم Na2O وأكسيد الكالسيوم CaO كمثال ، على التوالي .